# One, Two, Three / The Matenrō Show
Singles de Morning Musume
Ren'ai Hunter
(2012) Wakuteka Take a Chance
(2012)
One, Two, Three / The Matenrō Show (Ｏｎｅ・Ｔｗｏ・Ｔｈｒｅｅ / Ｔｈｅ 摩天楼ショー, ou  One Two Three / The Matenrou Show ) est le 50e single régulier de Morning Musume.

## Présentation
Le single, écrit et produit par Tsunku, sort le 4 juillet 2012 au Japon sur le label zetima, trois mois seulement après le précédent single du groupe, Renai Hunter. Il atteint la 3e place du classement des ventes de l'oricon, et reste classé pendant cinq semaines. C'est le premier single du groupe à se vendre à plus de 100 000 exemplaires depuis Ai Araba It's All Right sorti huit ans et demi auparavant, soit plus du double des ventes moyennes de ses singles sortis durant les sept années précédentes.
C'est le premier single "double face A" officiel du groupe, contenant deux chansons et leurs versions instrumentales (One, Two, Three et The Matenrō Show) ; le groupe avait cependant déjà sorti deux singles "double face A" officieux sur le même modèle : The Peace! en 2001, et Kono Chikyū no Heiwa wo Honki de Negatterun da yo! en 2011.
Pour fêter le 50e single du groupe, il sort également dans six éditions limitées avec des pochettes différentes et un titre supplémentaire, notées "A", "B", "C", "D", "E", et "F", trois d'entre elles (A, C, et E) contenant chacune en supplément un DVD différent. La chanson supplémentaire des éditions A et B (Watashi no Jidai) est interprétée uniquement par les deux membres de la 6e génération du groupe, celle des éditions C et D (Aisaretai no ni...) par les quatre membres de la 9e génération, et celle des éditions E et F (Seishundo Man'naka) par les quatre membres de la 10e. Une version "single V" sort aussi trois semaines après.
C'est le premier single du groupe à sortir après les départs de Risa Niigaki et Aika Mitsui, qui l'ont quitté en mai précédent ; c'est donc son premier single sans Risa Niigaki depuis Mr. Moonlight ~Ai no Big Band~ sorti onze ans auparavant.
Les deux chansons principales figureront sur l'album 13 Colorful Character qui sort deux mois plus tard, ainsi que sur la compilation de fin d'année du Hello! Project Petit Best 13. La première, One, Two, Three, sera ré-enregistrée sans Reina Tanaka pour figurer sur l'album "best of" The Best! ~Updated Morning Musume~ qui sortira quinze mois plus tard, après son départ du groupe.

## Formation
Membres du groupe créditées sur le single :
- 6e génération : Sayumi Michishige, Reina Tanaka
- 9e génération : Mizuki Fukumura, Erina Ikuta, Riho Sayashi, Kanon Suzuki
- 10e génération : Haruna Iikubo, Ayumi Ishida, Masaki Satō, Haruka Kudō

## Liste des titres
CD (édition régulière)
1. One, Two, Three  (Ｏｎｅ・Ｔｗｏ・Ｔｈｒｅｅ?)
2. The Matenrō Show  (Ｔｈｅ 摩天楼ショー?)
3. One, Two, Three (instrumental) (Ｏｎｅ・Ｔｗｏ・Ｔｈｒｅｅ ...?)
4. The Matenrō Show (instrumental) (Ｔｈｅ 摩天楼ショー ...?)

CD des éditions limitées A et B
1. One, Two, Three  (Ｏｎｅ・Ｔｗｏ・Ｔｈｒｅｅ?)
2. The Matenrō Show  (Ｔｈｅ 摩天楼ショー?)
3. Watashi no Jidai  (私の時代?) (par Sayumi Michishige et Reina Tanaka)
4. One, Two, Three (instrumental) (Ｏｎｅ・Ｔｗｏ・Ｔｈｒｅｅ ...?)
5. The Matenrō Show (instrumental) (Ｔｈｅ 摩天楼ショー ...?)

DVD de l'édition limitée A
1. One Two Three (Another Dance Shot Ver.)

CD des éditions limitées C et D
1. One, Two, Three  (Ｏｎｅ・Ｔｗｏ・Ｔｈｒｅｅ?)
2. The Matenrō Show  (Ｔｈｅ 摩天楼ショー?)
3. Aisaretai no ni...  (アイサレタイノニ…?) (par Mizuki Fukumura, Erina Ikuta, Riho Sayashi, Kanon Suzuki)
4. One, Two, Three (instrumental) (Ｏｎｅ・Ｔｗｏ・Ｔｈｒｅｅ ...?)
5. The Matenrō Show (instrumental) (Ｔｈｅ 摩天楼ショー ...?)

DVD de l'édition limitée C
1. The Matenrō Show (Dance Shot Ver.)  (Ｔｈｅ 摩天楼ショー...?)

CD des éditions limitées E et F
1. One, Two, Three  (Ｏｎｅ・Ｔｗｏ・Ｔｈｒｅｅ?)
2. The Matenrō Show  (Ｔｈｅ 摩天楼ショー?)
3. Seishundo Man'naka  (青春ど真ん中?) (par Haruna Iikubo, Ayumi Ishida, Masaki Satō, Haruka Kudō)
4. One, Two, Three (instrumental) (Ｏｎｅ・Ｔｗｏ・Ｔｈｒｅｅ ...?)
5. The Matenrō Show (instrumental) (Ｔｈｅ 摩天楼ショー ...?)

DVD de l'édition limitée E
1. One Two Three (Close-Up Ver.)

## Single V
One, Two, Three (Ｏｎｅ・Ｔｗｏ・Ｔｈｒｅｅ) est une vidéo dite Single V du groupe Morning Musume, associée au single CD One, Two, Three / The Matenrō Show sorti trois semaines auparavant. Le DVD sort le 25 juillet 2012, mais sous le seul titre One, Two, Three, avec les clips et making of de la première chanson du CD.
Liste des titres
1. One, Two, Three  (Ｏｎｅ・Ｔｗｏ・Ｔｈｒｅｅ?) (clip vidéo)
2. One, Two, Three (Dance Shot Ver)  (clip vidéo)
3. Making Eizô (メイキング映像?) (making of)